# 西利爾曼 (佛羅里達州)
西利爾曼（英語：West Lealman）是位於美國佛羅里達州皮尼拉斯縣的一個人口普查指定地區。

## 地理
西利爾曼的座標為27°49′12″N 82°44′17″W / 27.82000°N 82.73806°W，而該地最高點為海拔高度4米（即14英尺）。

## 人口
根據2010年美國人口普查的數據，西利爾曼的面積為8.30平方千米，當中陸地面積為8.10平方千米，而水域面積為0.20平方千米。當地共有人口15651人，而人口密度為每平方千米1,885人。